# Дарина Такова
Дарина Такова (болг. Дарина Такова; нар. 27 грудня 1963) — болгарська оперна співачка (сопрано).
Закінчила Національну музичну академію (Софія).